# Limnornis curvirostris
A Limnornis curvirostris a madarak (Aves) osztályának verébalakúak (Passeriformes) rendjébe és a fazekasmadár-félék (Furnariidae) családjába tartozó Limnornis nem egyetlen faja.

## Rendszerezés
A nemet és a fajt John Gould angol ornitológus írta le 1839-ben.
A nem besorolása vitatott, egyes rendszerezők a nembe sorolják a Limnoctites rectirostris fajt is Limnornis rectirostris néven mivel csőrüket kivéve nagyon hasonlítanak egymásra, de a modern DNS vizsgálatok megállapítása szerint nem annyira közeli rokonok.

## Előfordulása
Brazília északkeleti részén, valamint Argentína és Uruguay területén honos. A természetes élőhelye a tengerpartok, valamint édesvizű tavak környéke.

## Megjelenése
Testhossza 15-17 centiméter, testtömege 27-30 gramm. Csőre lefelé görbül.